# Grigorij Khizhnyak
Grigorij Khizhnyak (en ucraniano: Григорий Хижняк; Mykolaiv; 16 de julio de 1974-Kiev; 5 de octubre de 2018) fue un baloncestista ucraniano. Con 2.16 de estatura, su puesto natural en la cancha era el de pívot.

## Trayectoria
- SC Nikolaev (1994-1996)
- BC Budivelnyk Kiev (1996-1998)
- Avtodor Saratov (1998-1999)
- BC Kiev (1999-2000)
- Žalgiris Kaunas (2000-2002)
- BC Kiev (2002)
- Valencia Basket (2002-2003)[2]
- Peristeri BC (2003-2004)
- Makedonikos BC (2004-2005)
- BC Dinamo San Petersburgo (2005-2006)
- BC Kiev (2006-07)
- BC Dnipro (2007-2009)
- BC Budivelnyk Kiev (2009-2010)